# 沙爾坎區
57°19′41″N 53°34′55″E / 57.328°N 53.582°E
沙爾坎區（俄语：Шарканский район），是俄羅斯的一個區，位於該國西南部，由烏德穆爾特共和國負責管轄，面積1,404.5平方公里，2010年人口19,100，人口密度每平方公里13.6人。